# Katastrofa lotu Trans World Airlines 841
Katastrofa lotu Trans World Airlines 841 – katastrofa lotnicza, która wydarzyła się 8 września 1974 roku. Samolot Boeing 707 linii lotniczych Trans World Airlines eksplodował w powietrzu wskutek wybuchu bomby oraz spadł do Morza Jońskiego u wybrzeży Grecji. W wypadku zginęli wszyscy obecni na pokładzie – 88 osób.

## Samolot
Samolotem, który uległ wypadkowi był wyprodukowany w 1969 roku Boeing 707-331B należący do amerykańskich linii lotniczych Trans World Airlines, posiadający numery rejestracyjne N8734. W momencie wypadku odbył 21 733 godzin lotu.

## Przebieg
Załoga składała się z trzech pilotów – 55-letni kapitan Donald H. Holliday, 36-letni pierwszy oficer Jon L. Cheshire oraz 37-letni inżynier pokładowy Ralph H. Bosh. Lot 841 odbywał regularny rejs na trasie Tel Awiw-Nowy Jork z międzylądowaniami w Atenach i Rzymie. Samolot wystartował z portu lotniczego Elliniko w Atenach o godzinie 9:12, a etap lotu do Rzymu miał trwać 1 godzinę i 48 minut. Ostatnia transmisja między załogą a kontrolą lotów odbyła się o 9:30. O 9:39 do kontroli lotów w Atenach odezwał się lot Pan Am 110, który zgłosił, iż "widzi czterosilnikowy samolot spadający w płomieniach". Ze względu na słabą jakość transmisji z lotu 110, wiadomości do kontroli lotów przekazywała załoga lotu Olympic Airlines 201. Później piloci lotu 110 poprawili się, że nie było widać ognia, jednak widzieli samolot, który najpierw szybko się wznosił, a następnie pikował w dół w korkociągu. Według zeznań załogi w międzyczasie od skrzydła oderwał się jeden z silników. Dwie i pół godziny po zdarzeniu, piloci greckiego samolotu SAR zgłosili dryfujące na powierzchni Morza Jońskiego szczątki samolotu oraz ciała. Zginęli wszyscy obecni na pokładzie - 79 pasażerów i 9 członków załogi.

## Następstwa i śledztwo
Śledztwo przeprowadzili Amerykanie z ramienia Narodowej Rady Bezpieczeństwa Transportu (NTSB). Rejestratory pokładowe zostały odnalezione dopiero 4 października na głębokości 3164 metrów. Do wyłowienia wraku oraz zwłok pasażerów i załogi zostały wysłane na pomoc amerykańskie okręty USS Independence oraz USS Biddle. 
Tuż po wypadku, do zamachu na lot 841 przyznała się młodzieżówka Organizacji Wyzwolenia Palestyny. W celu ustalenia, czy na pokładzie samolotu zostały podłożone materiały wybuchowe, NTSB zleciła analizę chemiczną i metalurgiczną Brytyjczykom. Wyniki śledztwa były jednoznaczne - na elementach wraku Boeinga były ślady po wybuchu bomby z zawartością C4, co potwierdziła również późniejsza analiza FBI. Z ustaleń wynika, że bomba została umieszczona w jednym z bagaży znajdujących się w tylnej ładowni. Eksplozja spowodowała uszkodzenie systemów sterowania lotem, a w konsekwencji utratę kontroli nad maszyną. Samolot najpierw gwałtownie uniósł dziób ku górze, a następnie w wyniku przeciągnięcia runął w korkociągu w kierunku morza. 
O zamach oskarżona została Organizacja Abu Nidala, odpowiedzialna między innymi za ataki terrorystyczne na samoloty Pan Am i Lufthansy na lotnisku w Rzymie w grudniu 1973 roku.

## Ofiary katastrofy
| Kraj              | Ofiary śmiertelne |
| ----------------- | ----------------- |
| Stany Zjednoczone | 37                |
| Japonia           | 13                |
| Francja           | 4                 |
| Włochy            | 4                 |
| Iran              | 2                 |
| Izrael            | 2                 |
| Sri Lanka         | 2                 |
| Australia         | 1                 |
| Kanada            | 1                 |
| Brak danych       | 22                |
| Razem             | 88                |

- Źródło:[5].